# تدفین کشتگان جنگ در دانشگاه صنعتی شریف
مراسم خاکسپاری شهدای گمنام در دانشگاه صنعتی شریف (در تاریخ ۱۲ اسفند ۱۳۸۴)، مایهٔ بروز اختلافاتی شد که در پی این جریان پیکر بی‌نشان سه کشته‌ی جنگ ایران و عراق در شبستان شمالی مسجد دانشگاه به خاک سپرده شدند.

## آغاز ماجرا و وعده مسئولان دانشگاه

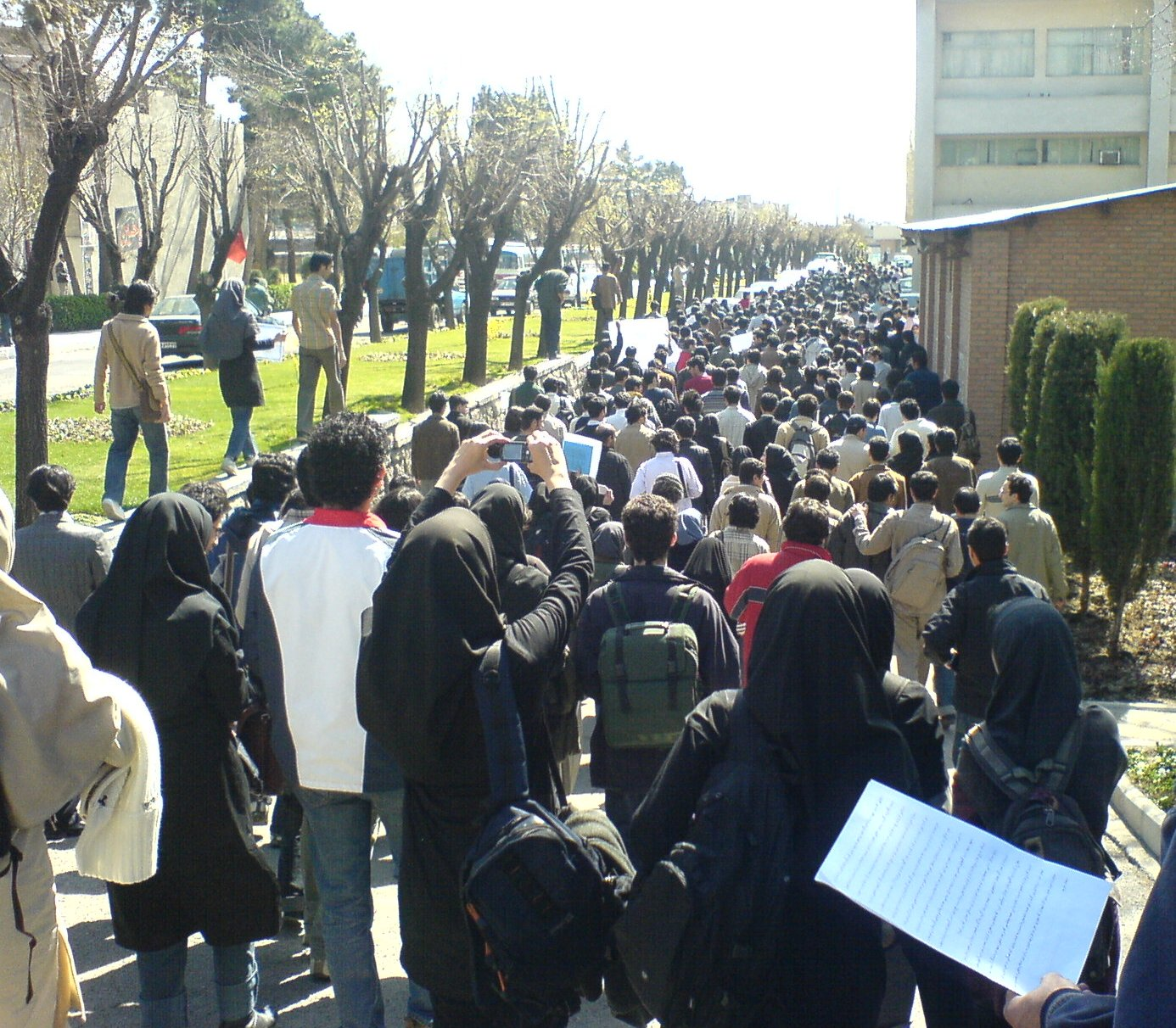
حرکت دانشجویان از ساختمان ابن سینا به سمت دفتر ریاست دانشگاه در تجمع پیشگیرانهٔ دانشجویان معترض طرح تدفین، ۲۱ اسفند ۱۳۸۴

با گسترده شدن زمزمه‌های طرح تدفین کشته‌شدگان جنگی در دانشگاه، واحد صنفی انجمن اسلامی دانشجویان دانشگاه، اقدام به برگزاری یک نظرسنجی از دانشجویان کرد. با وجود کوتاه بودن زمان نظرسنجی (سه ساعت) بیش از ۱۲۰۰ نفر از دانشجویان در آن شرکت کردند. از این بین بیش از ۸۳ درصد از دانشجویان با این طرح مخالف بوده و عده‌ای نیز به آن رای ممتنع دادند. (در صحت و بی‌طرفی این اطلاعات تردید جدی وجود دارد چراکه اخذ حتی یک رأی موافق هم ذکر نشده است).
پس از این اقدام، انجمن اسلامی، طی فراخوانی از دانشجویان خواست تا با برگزاری یک تجمع نسبت به اجرای این طرح به اعتراضی پیشگیرانه دست بزنند. تجمع در ساعت ۱۲ روز ۲۱ اسفند در ساختمان ابن سینا دانشگاه و با حضور بیش از سیصد نفر از دانشجویان برگزار شد. پس از ساعتی دانشجویان معترض به سمت دفتر ریاست دانشگاه به حرکت درآمدند و با ادامه‌ی تجمع در مقابل این دفتر، خواهان حضور سعید سهراب‌پور، رئیس دانشگاه در جمع خود شدند. خواسته‌ای که برآورده نشد و به جای آن، وثوقی وحدت، معاونت دانشجویی و فرهنگی دانشگاه به نمایندگی از ریاست دانشگاه در جمع دانشجویان حاضر شده و کتباً تعهد داد که این طرح تا پایان تعطیلات نوروزی اجرا نشده و پس از آن نیز در میان دانشجویان، به همه‌پرسی گذاشته شود. این وعده نیز عملی نشد.

## روز تدفین

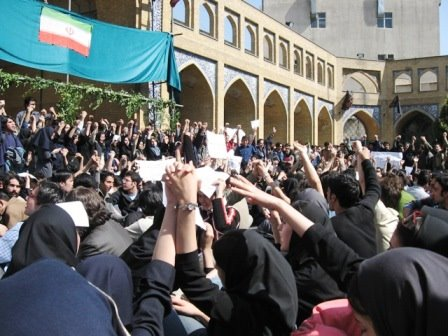
حلقهٔ دانشجویان مخالف طرح تدفین کشته‌شدگان در دانشگاه روبروی شبستان شمالی مسجد

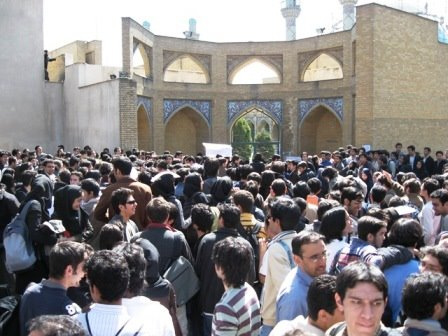
دانشجویان معترض در پشت در بسته مسجد دانشگاه

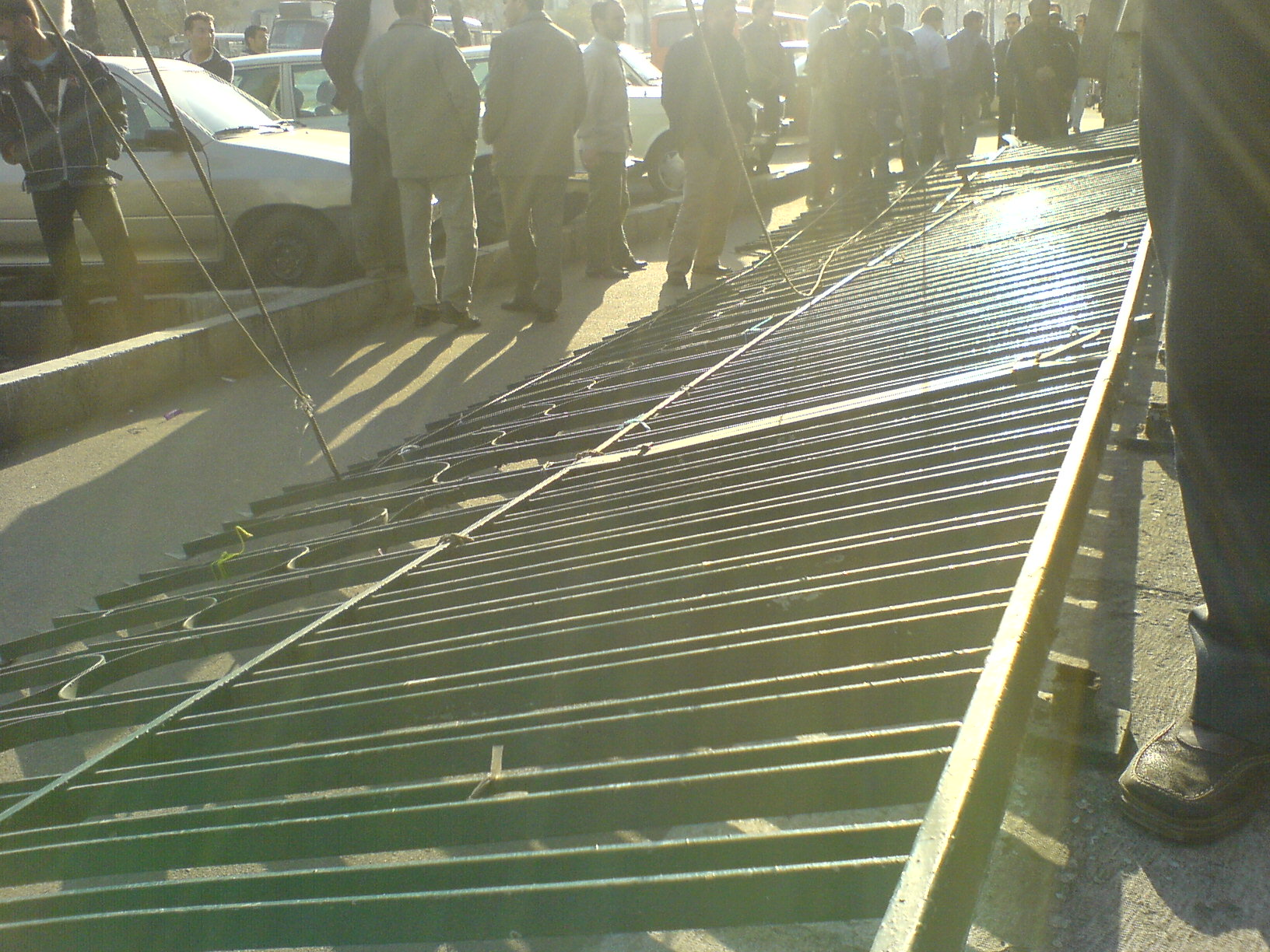
افتادن نرده‌های ضلع جنوبی دانشگاه، جنب در اصلی، در اثر فشار دانشجویان پس از جریان دفن

فردای آن روز و علی‌رغم وعده‌های مسئولان دانشگاه، دانشجویان به هنگام ورود به دانشگاه متوجه تغییراتی در حال و هوای دانشگاه شدند. این تغییرات حاکی از آن بود که طرح تدفین شهدا در آن روز به اجرا در خواهد آمد. نوشته‌های بسیج دانشجویی نیز که بر روی دیوارهای دانشگاه نصب شده بود، این موضوع را تصدیق می‌کرد.
دانشجویان که تمامی تلاش‌های روز گذشته خود را از بین رفته می‌دیدند، با مراجعه به انجمن اسلامی، خواستار اقدام در جهت برگزاری یک تجمع دیگر شدند. اعضای انجمن تصمیم به برگزاری یک تجمع دیگر گرفتند. هرچند از شروع اقدام انجمن جهت برگزاری تجمع (ساعت ۹)، تا موعد برگزاری آن (ساعت ۱۱) فرصت کافی وجود نداشت، این تجمع با حضور غیرمنتظره بیش از ۵۰۰ دانشجو، شامل دانشجویان مخالف و موافق تدفین شهدا، در مقابل ساختمان ابن‌سینا برگزار شد.
پس از مدتی تجمع‌کنندگان موافق و مخالف به سمت مسجد دانشگاه، محلی که برای دفن شهدا در نظر گرفته شده بود، حرکت کردند که در این زمان تعداد تجمع‌کنندگان تا نزدیک به ۸۰۰ نفر نیز افزایش یافت.
پس از مدتی توقف در پشت درهای قفل شده مسجد، با باز شدن این درها، دانشجویان موافق و مخالف به صحن مسجد وارد شده و در مقابل رواقی سه قبر در درون حفر شده بود، تجمع کردند.
در طول بیش از چهار ساعت حضور دانشجویان موافق و مخالف، تجمع با برگزاری یک تریبون آزاد با شرکت مخالفان و موافقان ادامه یافت. پس از آن سعید حدادیان، مداح شناخته‌شده، پشت تریبون رفت و با ذکر روایت جلوگیری از دفن پیکر امام حسن بن علی در صدر اسلام از دانشجویان درخواست کرد جلو دفن شهدا را نگیرند. پس از آن نیز دانشجویان با ورود سه تابوت به داخل صحن دانشگاه غافلگیر شدند.
حمل‌کنندگان تابوت‌ها به سرعت به سمت شبستان شمالی که قبرها در آنجا حفر شده و دانشجویان مخالف نیز در همان‌جا تجمع کرده بودند، حرکت کردند و در حالی که سعی در پراکنده کردن مخالفان داشتند، خود را به قبرها رسانده و ضمن اقامه نماز بر پیکر سه کشته شده، آنها را دفن کردند. پس از آن، برخی رسانه‌ها خبر از ضرب و شتم دانشجویان مخالف یا استفاده از اسپری فلفل دادند. 
در این روز مهرداد بذرپاش مشاور رئیس‌جمهور، رئیس گروه مشاوران جوان محمود احمدی‌نژاد و رئیس سابق بسیج دانشجویی دانشگاه در مسجد حضور داشت.

## پیامدها
پس از گذشت تقریباً یک ماه از درگیری‌ها، ۱۸ نفر از دانشجویان مخالف به کمیتهٔ انضباطی دانشجویان احضار شدند. بر اساس برگه‌های احضاریه دانشجویان، تمامی احضارشدگان به اخلال در نظم عمومی دانشگاه متهم شده بودند و تنها یکی از آن‌ها اقدام به ضرب و شتم ریاست دانشگاه را در پرونده خود داشت.

### صدور حکم کمیتهٔ انضباطی
در روز ۱۶ اردیبهشت ۱۳۸۵ حکم دو نفر از دانشجویان به‌طور غیررسمی از طرف رئیس کمیتهٔ انضباطی اعلام شد. یکی از آن‌ها که به اتهام ضرب و شتم رئیس دانشگاه با دو ترم تعلیق از تحصیل مواجه شده بود، شب اعلام حکم اقدام به خودکشی کرد. پس از آنکه دوستانش از روی بسته‌های قرص متوجه خودکشی او شدند، او را به بیمارستان لقمان رساندند.

### عکس
- از آماده‌سازی مراسم تا تدفین

### رسانه‌ها
- گزارش بی‌بی‌سی
- گزارش روزنامهٔ شرق
- گزارش کیهان
- گزارش بازتاب
- https://web.archive.org/web/20210710121438/https://www.radiofarda.com/a/f3_AmirKabir_Students_Protest/1497924.html

مجموعه تلویزیونی
- معراجی‌ها (مجموعه تلویزیونی)